# (466784) 2015 BH7
(466784) 2015 BH7 es un asteroide perteneciente al cinturón de asteroides, descubierto el 17 de septiembre de 1996 por el equipo Spacewatch desde el Observatorio Nacional de Kitt Peak (Arizona, Estados Unidos).